# Paraphytus harmandi
Paraphytus harmandi är en skalbaggsart som beskrevs av Antoine Boucomont 1923. Paraphytus harmandi ingår i släktet Paraphytus och familjen bladhorningar. Inga underarter finns listade i Catalogue of Life.